# Bill Gwatney
William (Bill) Gwatney (26 augustus 1959 – Little Rock (Arkansas), 13 augustus 2008) was een Amerikaans politicus en zakenman.
Gwatney was de leider van de Democratische Partij in Arkansas en een persoonlijke vriend van Hillary en Bill Clinton (Clinton was gouverneur van Arkansas). Voorafgaand aan deze functie was hij tien jaar senator in de senaat van Arkansas. Daarnaast was hij tevens de voorzitter van de financiële commissie die de verkiezing van Mike Beebe tot gouverneur van Arkansas in 2006 ondersteunde. Verder was hij eigenaar van drie autozaken in Pulaski County (Arkansas).
Bill Gwatney werd op 13 augustus 2008 door een blanke man neergeschoten die zich als vrijwilliger op het bureau van de Democratische Partij in Little Rock had aangemeld. Hij overleed uren later in een ziekenhuis. De dader vluchtte in een truck en werd over een afstand  van 48 kilometer door de politie achtervolgd. Zijn truck werd nabij Sheridan (Arkansas) in een veld gedwongen alwaar de moordenaar werd doodgeschoten.